# بهانورا
بهانورا (الإنجليزية: Bhanowara) هي مدينة تعداد سكاني في مجمع براباني في قسم أسانسول سادار في منطقة باشيم باردهامان في ولاية البنغال الغربية بالهند. تشكل بانغاشيا، وماجيارا، وباهانوارا، ودوموهاني، وتشارانبور (OG)، وراتيباتي وشيلاد مجموعة من مدن التعداد السكاني ونموًا على الجانبين الشمالي والشرقي من أسانسول.

## التركيبة السكانية
وفقًا لتعداد الهند الصادر عام 2011، بلغ عدد سكان بهانورا 8855 نسمة، حيث بلغ تعداد الذكور 4627 نسمة بنسبة (52%) من إجمالي السكان في حين بلغ تعداد الإناث 4228 بنسبة (48%). بلغ عدد السكان في الفئة العمرية 0-6 سنوات 1,188. بلغ العدد الإجمالي للأشخاص الذين يعرفون القراءة والكتابة في بهانورا 5452 (71.11% من السكان فوق 6 سنوات).